# Уинебаго (окръг, Уисконсин)
Окръг Уинебаго (на английски: Winnebago County) е окръг в щата Уисконсин, Съединени американски щати. Площта му е 1500 km², а населението - 156 763 души (2000). Административен център е град Ошкош.